# Anarnittuq Island
Anarnittuq Island är en ö i Kanada.   Den ligger i territoriet Nunavut, i den östra delen av landet, 2 400 km norr om huvudstaden Ottawa. Arean är 36 kvadratkilometer.
Terrängen på Anarnittuq Island är lite kuperad. Öns högsta punkt är 294 meter över havet. Den sträcker sig 11,7 kilometer i nord-sydlig riktning, och 10,1 kilometer i öst-västlig riktning.
Trakten runt Anarnittuq Island består i huvudsak av gräsmarker.